# Guys with Kids
Guys with Kids je americký televizní seriál vytvořený Jimmym Fallonem a Charliem Grandym a vysílaný na stanici NBC. Seriál měl premiéru 12. září 2012. První řada měla původně mít třináct epizod, jenže NBC si vyžádala scénář na další čtyři epizody, takže první a jediná řada se dočkala celkem sedmnácti epizod.

## Stručný děj
Děj se točí okolo třech chlápků, kteří mají děti, ale sami se jako děti chovají. Jeden z nich má ex-manželku, která se mu snaží mluvit do jeho života a má s ní jedno dítě, ten druhý má čtyři děti a se ženou jsou unavení, a třetí má dítě a se svou ženou se snaží oživit manželství.

## Epizody
| Díl | Název                 | Premiéra           | Režie                  | Scénář                         | Sledovanost  |
| --- | --------------------- | ------------------ | ---------------------- | ------------------------------ | ------------ |
| 1   | Pilot                 | 12. září 2012      | Scott Ellis            | Charlie Grandy                 | 6,25 milionů |
| 2   | Chris' New Girlfriend | 26. září 2012      | Michael Lembeck        | Keith Heisler                  | 4,84 milionů |
| 3   | Marny Wants A Girl    | 3. října 2012      | Ken Whittingham        | Courtney Lilly                 | 4,76 milionů |
| 4   | The Standoff          | 10. října 2012     | Michael Lembeck        | Charlie Grandy                 | 4,19 milionů |
| 5   | Gary's Day Off        | 17. října 2012     | Ken Whittingham        | Matt Lawton                    | 4,41 milionů |
| 6   | Apartment Halloween   | 24. října 2012     | Leonard R. Garner, Jr. | Donald Diego                   | 3,83 milionů |
| 7   | The Bathroom Incident | 31. října 2012     | Michael Lembeck        | Charlie Grandy                 | 3,62 milionů |
| 8   | First Birthday        | 14. listopadu 2012 | Leonard R. Garner, Jr. | Alan R. Cohen & Alan Freedland | 3,91 milionů |
| 9   | Thanksgiving          | 21. listopadu 2012 | Betsy Thomas           | Keith Heisler                  | 3,47 milionů |
| 10  | Christmas             | 5. prosince 2012   | Michael Lembeck        | Charlie Grandy                 | 3,59 milionů |
| 11  | First Word            | 2. ledna 2013      | Leonard R. Garner, Jr. | Rick Weiner & Kenny Schwartz   | 4,39 milionů |
| 12  | Marny's Dad           | 9. ledna 2013      | Betsy Thomas           | Courtney Lilly                 | 3,97 milionů |
| 13  | Me Time               | 30. ledna 2013     |                        |                                | 2,93 milionů |
| 14  | The Will              | 6. února 2013      |                        |                                |              |
| 15  | Gary's Idea           | 13. února 2013     |                        |                                |              |
| 16  | Rare Breed            | 20. února 2013     |                        |                                |              |
| 17  | Divorce Party         | 27. února 2013     |                        |                                |              |